# アサフェティダ

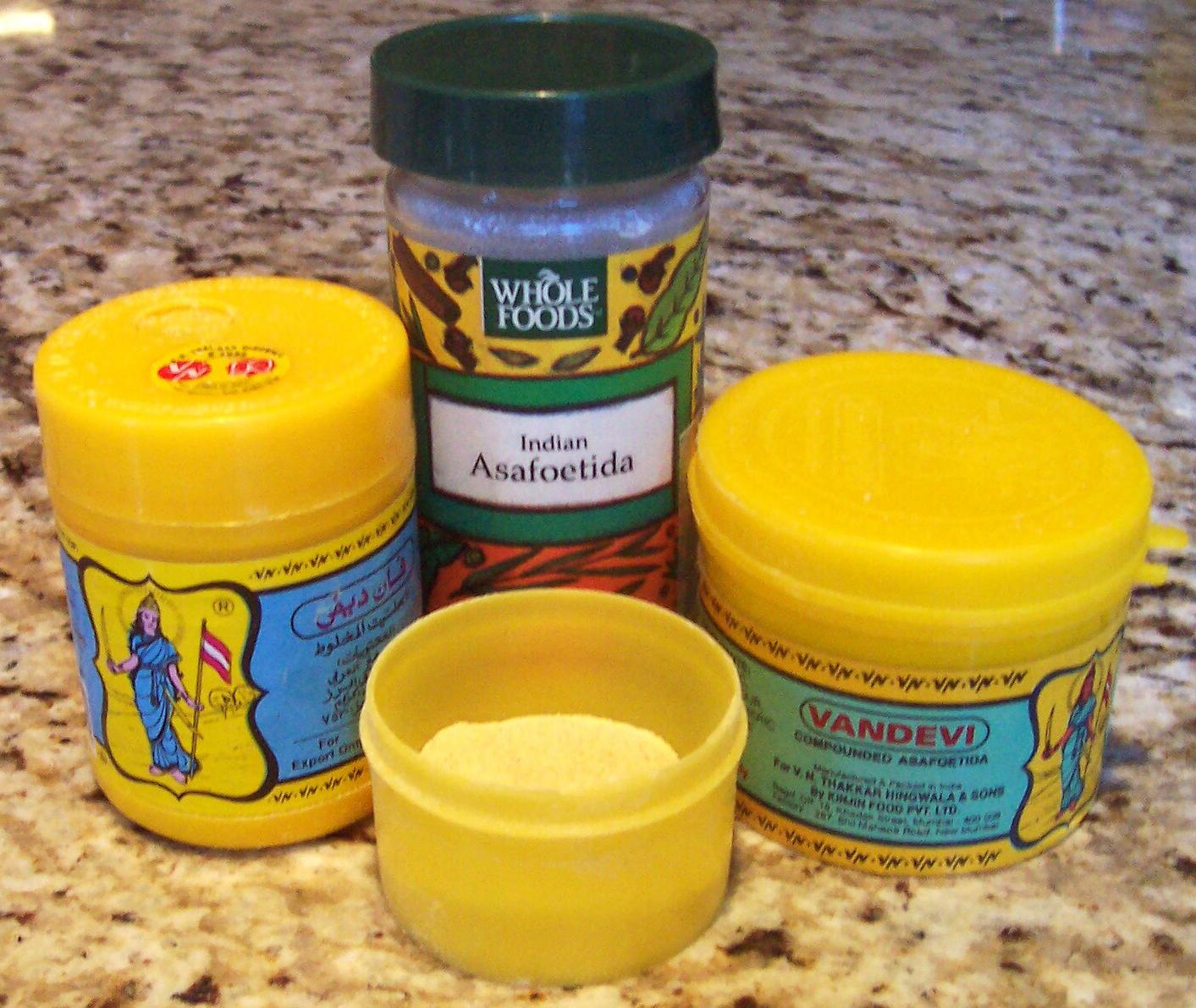
香辛料として販売されている樹脂

アサフェティダ（asafoetida、学名：Ferula assa-foetida）、サンスクリット名ヒング（हिङ्गु、hiṅgu）、和名アギ（阿魏）は、セリ科の二年草。

## 概要
北アフリカ原産で、現在は中近東やインドにおいて栽培されている。茎から採れる樹脂状の物質を、乾燥させて粉末にした香辛料や、生薬として用いる。
香辛料としてのアサフェティダは、複数の揮発性硫黄化合物を含みニンニクやドリアンに似た強烈な臭いがあるが、油で加熱すると強烈な臭いは消えて、タマネギのような風味となる。インドにおいて香辛料として幅広く用いられる他、ウスターソースの原料としても使われている。強烈な臭気を喩えて、悪魔の糞（Devil's dung）という呼び名もある。
仏教ではネギ属の多くの植物とともに、五葷のひとつ興渠（アギ）として食用を禁止している。